# 志戸平温泉
志戸平温泉（しどだいらおんせん）は、岩手県花巻市（旧国陸奥国、明治以降は陸中国）、花巻温泉郷にある温泉。

## 泉質
- 含食塩芒硝泉

## 温泉街
花巻南温泉峡の入り口から2番目に位置する温泉である。豊沢川沿いに近代的な大型ホテルと、自炊部も備える古くからの旅館が存在する。
温泉地は、多田武彦作曲の男声合唱組曲「草野心平の詩から」にも歌詞の中で登場する。

## 歴史
開湯伝説によれば、平安時代初期に坂上田村麻呂の一行が発見したと伝えられる。湯治場として利用されだしたのは元禄2年からである。
かつては志戸平遊楽園という小さな遊園地も存在した。
2005年10月16日には、志戸平温泉の源泉を用いた足湯が花巻市中心部に試験的に設置された。

## アクセス
- 鉄道：東北本線花巻駅から、岩手県交通バスで約20分。
- 自家用車：東北自動車道花巻南ICから、県道12号で約15分。